# Rio Sacramento
O rio Sacramento (em inglês:  Sacramento River) é o rio mais extenso da Califórnia, Estados Unidos. A partir da confluência de seus tributários South Fork e Middle, próximo do Monte Shasta na Cordilheira das Cascatas, o Sacramento flui para o sul por 515 km, através do norte do Vale Central da Califórnia, entre a Pacific Coast Range e a Serra Nevada. Sua extensão, incluindo o South Fork, é de 615 km.
Não muito distante correnteza abaixo de sua confluência com o rio American, o rio Sacramento junta-se ao rio San Joaquin no delta do rio Sacramento, o qual desagua na baía Suisun, o braço setentrional da Baía de São Francisco.
Os principais afluentes do rio Sacramento são os rios Pit, Feather, McCloud e American. O rio Pit é o mais extenso deles, mas o Feather e o   American possuem maior volume. Antigamente, a bacia do rio Pit incluía o lago Goose, e isso ainda ocorre durante raros períodos de cheia.